# Bielkiszki
Bielkiszki (biał. Бялькішкі; ros. Белькишки) − była wieś, od 2013 dzielnica Ostrowca na Białorusi, w obwodzie grodzieńskim, w rejonie ostrowieckim, w sielsowiecie Ostrowiec.

## Historia
W czasach zaborów wieś włościańska w gminie Polany, w powiecie oszmiańskim, w guberni wileńskiej Imperium Rosyjskiego. W 1866 roku liczyła 47 dusz rewizyjnych. należała do dóbr skarbowych Trzecieniszki. W 1905 roku liczyła 177 mieszkańców, 166 dziesięcin.
W latach 1921–1945 wieś leżała w Polsce, w województwie wileńskim, w powiecie oszmiańskim, w gminie Polany.
W 1931 wieś w 28 domach zamieszkiwały 143 osoby.
Po II wojnie światowej w granicach Związku Sowieckiego. Od 1991 w niepodległej Białorusi.